# Klauss
João Klauss de Mello, meglio noto come Klauss (Criciúma, 1º marzo 1997), è un calciatore brasiliano, attaccante del St. Louis City.

## Caratteristiche tecniche
È un centravanti.

## Statistiche

### Presenze e reti nei club
Statistiche aggiornate al 31 gennaio 2022.
| Stagione              | Squadra               | Campionato            | Campionato | Campionato | Coppe nazionali | Coppe nazionali | Coppe nazionali | Coppe continentali | Coppe continentali | Coppe continentali | Altre coppe | Altre coppe | Altre coppe | Totale | Totale |
| Stagione              | Squadra               | Comp                  | Pres       | Reti       | Comp            | Pres            | Reti            | Comp               | Pres               | Reti               | Comp        | Pres        | Reti        | Pres   | Reti   |
| --------------------- | --------------------- | --------------------- | ---------- | ---------- | --------------- | --------------- | --------------- | ------------------ | ------------------ | ------------------ | ----------- | ----------- | ----------- | ------ | ------ |
| gen.-giu. 2017        | Hoffenheim II         | RL                    | 7          | 1          |                 | -               | -               |                    | -                  | -                  |             | -           | -           | 7      | 1      |
| 2017-mar. 2018        | Hoffenheim II         | RL                    | 17         | 4          |                 | -               | -               |                    | -                  | -                  |             | -           | -           | 17     | 4      |
| Totale Hoffenheim II  | Totale Hoffenheim II  | Totale Hoffenheim II  | 24         | 5          |                 | -               | -               |                    | -                  | -                  |             | -           | -           | 24     | 5      |
| mar.-dic. 2018        | HJK                   | VL                    | 33         | 21         | CF              | 3               | 2               | UCL+UEL            | 4+2                | 1+0                |             | -           | -           | 42     | 24     |
| gen.-giu. 2019        | LASK                  | BL                    | 14         | 3          | CA              | 2               | 1               |                    | -                  | -                  |             | -           | -           | 16     | 4      |
| 2019-2020             | LASK                  | BL                    | 28         | 12         | CA              | 4               | 3               | UCL+UEL            | 4+9                | 2+3                |             | -           | -           | 45     | 20     |
| Totale LASK           | Totale LASK           | Totale LASK           | 42         | 15         |                 | 6               | 4               |                    | 13                 | 5                  |             | -           | -           | 61     | 24     |
| set.-dic. 2020        | Hoffenheim II         | RL                    | 3          | 1          |                 | -               | -               |                    | -                  | -                  |             | -           | -           | 3      | 1      |
| 2020-gen. 2021        | Hoffenheim            | BL                    | 4          | 0          | CG              | 1               | 0               | UEL                | 5                  | 0                  |             | -           | -           | 10     | 0      |
| gen.-giu. 2021        | Standard Liegi        | D1                    | 13+6       | 5          | CB              | 5               | 1               |                    | -                  | -                  |             | -           | -           | 24     | 6      |
| 2021-gen. 2022        | Standard Liegi        | D1                    | 20         | 2          | CB              | 3               | 1               |                    | -                  | -                  |             | -           | -           | 23     | 3      |
| Totale Standard Liegi | Totale Standard Liegi | Totale Standard Liegi | 39         | 7          |                 | 8               | 2               |                    | -                  | -                  |             | -           | -           | 47     | 9      |
| gen.-giu. 2022        | Sint-Truiden          | D1                    | -          | -          | CB              | -               | -               |                    | -                  | -                  |             | -           | -           | -      | -      |
| Totale carriera       | Totale carriera       | Totale carriera       | 145        | 49         |                 | 18              | 8               |                    | 24                 | 6                  |             | -           | -           | 185    | 63     |

## Palmarès

### Club
- Campionato finlandese: 1

HJK: 2018

### Individuale
- Capocannoniere della Veikkausliiga: 1

2018 (21 gol)